# Ајзеја Вошингтон
Ајзеја Вошингтон IV (енгл. Isaiah Washington IV; рођен у Хјустону, 3. августа 1963), амерички је филмски, позоришни и ТВ глумац.